# Maarten de Vos
Pour les articles homonymes, voir Vos.
Maarten de Vos, Maerten de Vos, Martin de Vos ou encore Marten de Vos né en 1532 à Anvers, où il meurt le 4 décembre 1603, est un peintre flamand de sujets religieux, allégoriques, historiques et de portraits. Il était, avec les frères  Ambrosius Francken le Vieux et Frans Francken le Vieux, l'un des principaux peintres d'histoire des Pays-Bas espagnols après l'effondrement de la carrière de Frans Floris dans la seconde moitié du XVIe siècle, à la suite de la Furie iconoclaste (en néerlandais: Beeldenstorm).
De Vos était un dessinateur prolifique et produisait de nombreux dessins pour les imprimeurs anversois. Ces dessins étaient  largement diffusés en Europe et dans les colonies et ont contribué à sa réputation et à son influence internationales. Ses dessins ont également servi de modèles pour des tapisseries et des vitraux.

## Biographie
Il est né à Anvers, le plus jeune des quatre enfants de Peter (Pieter) de Vos et Anna de Heere. Son père est né à Leyde et a déménagé à Anvers où il a été enregistré à l'âge de 17 ans comme élève de Jeroom Scuelens. Maerten et son frère, également appelé Pieter, ont d'abord été formés avec leur père. Certains historiens de l'art ont supposé qu'il avait été l'élève de Frans Floris, le plus important peintre d'histoire du milieu du XVIe siècle en Flandre, mais il n'existe aucune preuve documentaire à cet égard.

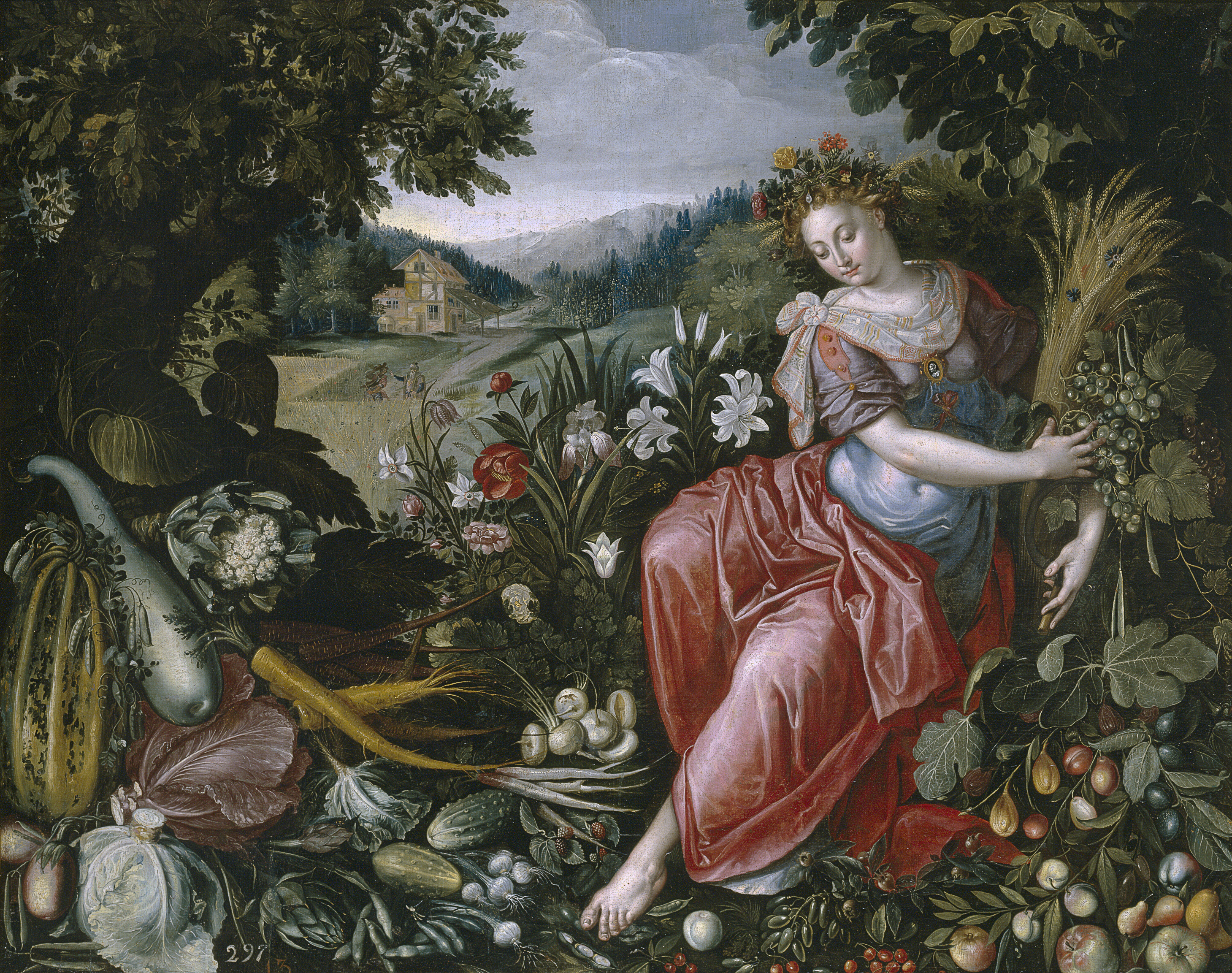
La Terre.

Comme Frans Floris, il s’est rendu en Italie où il a résidé entre 1550 et 1558. Il est possible qu'il effectue au moins une partie de son voyage dans le sud en compagnie de Pieter Brueghel l'Ancien. Il réside  probablement à Rome, Florence et Venise. L'œuvre de De Vos montre une forte influence des couleurs des Vénitiens . Le biographe italien du XVIIe siècle, Carlo Ridolfi, a écrit que de Vos travaillait dans l'atelier du Tintoret à Venise, ce qui expliquerait cette influence
À son retour à Anvers en 1558, de Vos devient membre de la guilde anversoise de Saint-Luc. Il est possible qu'il soit retourné à Anvers plus tôt si la date de 1556 sur un portrait est correcte. Il épouse Joanna le Boucq, dont la famille est originaire de Valenciennes en France. Le couple a cinq filles et trois fils. À l'époque, Frans Floris est le premier peintre d'histoire de Flandre et dirige un grand atelier à Anvers. De Vos a la chance d'obtenir en 1564 des commandes du riche marchand anversois Gillis Hooftman.

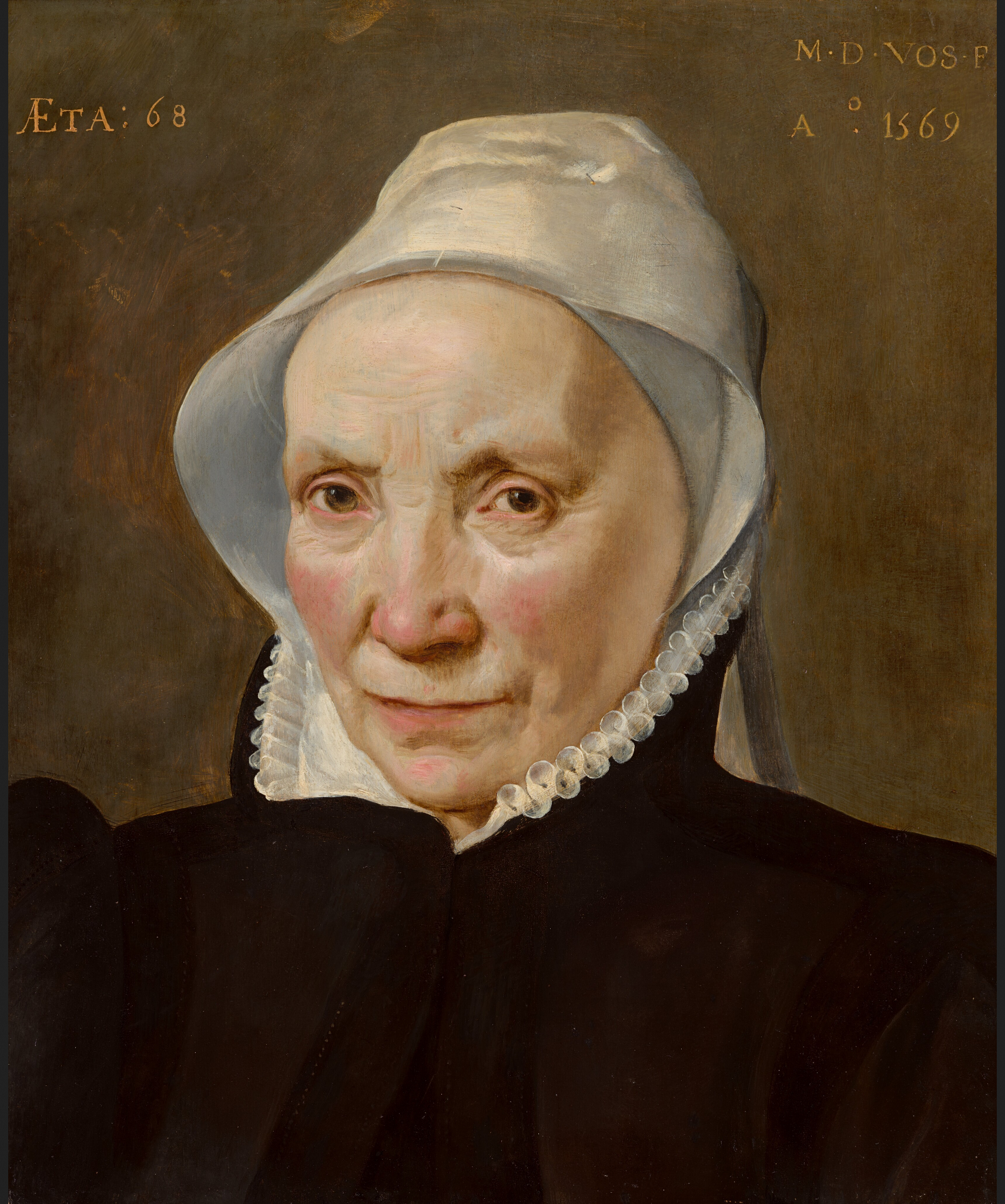
Portrait d'une vieille femme

Dans les années 1560, une fureur iconoclaste, appelée en néerlandais "Beeldenstorm", fait rage en Flandre et atteint son apogée en 1566. Pendant cette période d'iconoclasme, l'art catholique et de nombreuses formes d'aménagement et de décoration d'églises sont détruits par des foules protestantes nominalement calvinistes au nom de la Réforme protestante. Frans Floris, qui est à l'époque le principal peintre d'histoire flamand, ne se remet jamais du choc de voir ses œuvres d'art détruites. Floris se retrouve dans une spirale descendante, tant dans ses affaires personnelles que professionnelles. Alors que Floris cesse pratiquement de peindre après 1566, une jeune génération d'artistes saisit l'occasion de reprendre sa place importante dans la peinture d'histoire des Habsbourg aux Pays-Bas. Parmi ces artistes, Maerten de Vos devient le plus important.
À la suite des destructions iconoclastes en 1566, il fut l’un des artistes largement responsables de la redécoration des églises d’Anvers avec de nouveaux retables. Beaucoup d’entre eux, comme saint Luc peignant la Vierge (1602), peint pour la guilde de Saint-Luc dans la Schilderkamer (chambre de peintre) d’Anvers ou les Noces de Cana (1597), peint pour la guilde des cavistes, ont été commandées par de grandes institutions anversoises. Son neveu Willem de Vos était également peintre.
Il est fondateur de la société des romanistes, qui réunissait des artistes, amateurs et humanistes qui avaient visité Rome et apprécié sa culture humaniste. Même dans ses peintures religieuses, comme dans La Famille de sainte Anne, on perçoit le réalisme dans la distinction de chaque personnage et la représentation des objets quotidiens.

## Œuvre
- Les vierges sages et les vierges folles, huile sur bois, musée Jeanne d'Aboville, La Fère
- Suite d'Eliézer et Rébecca, (1562-1563), huit panneaux destinés à l'église saint-Patrice de Rouen, pour la plupart conservés au musée des beaux-arts de Rouen
  - Eliézer et Rébecca à la fontaine, huile sur bois, 96,8 × 199,5 cm[7]
  - Laban va chercher Eliézer à la fontaine[8]
  - Laban présente Eliézer à son père, huile sur bois, 114 × 192,5 cm[9]
  - Eliézer demande Rébecca en mariage pour Isaac[10]
  - Rébecca consent à suivre l'envoyé d'Abraham, huile sur bois, 110 × 175 cm
  - Les adieux de Rébecca à sa famille
  - L'Offrande des bijoux à Rébecca, œuvre perdue
  - Mariage de Rébecca et d'Isaac, œuvre perdue
- Triomphe de David, huile sur bois, musée d'art de Toulon
- Saint Paul à Éphèse (1568), huile sur bois, 125 × 198 cm, musées royaux des beaux-arts de Belgique à Bruxelles
- Saint Paul piqué par une vipère sur l'île de Malte (1568), bois, 124 × 199 cm, musée du Louvre à Paris
- Jugement dernier (1570), 263 × 262 cm, musée des beaux-arts de Séville
- Portraits d'Antonius Anselmus, son épouse Joanna Hooftmans et leurs enfants Gillis et Joanna (1577) chêne, 102 × 166 cm, musées royaux des beaux-arts de Belgique
- La Famille de sainte Anne (1585) huile sur panneau, 155 × 170 cm, musée des beaux-arts de Gand[11]
- Allégorie du goût (1585-1589) Huile sur cuivre musée Ingres-Bourdelle Montauban [12]
- Allégorie du Jugement dernier (v. 1588) huile sur toile, 126 x 130 cm, œuvre perdue
- L'Enlèvement d'Europe[13] (v. 1590) panneau de chêne, 134 × 174 cm, musée des beaux-arts de Bilbao
- Saint Georges et le Dragon, huile sur panneau, 149 × 49,5 cm, musée Soumaya de Mexico
- Noces de Cana, (1597), huile sur panneau, 268 × 235 cm, cathédrale Notre-Dame d'Anvers.
- Le Denier de César (1601), musée royal des beaux-arts, à Anvers.
- Saint Luc peignant la Vierge, (v. 1602), huile sur panneau, retable, 270 × 217 cm (panneau central), 253 × 101 cm (volets latéraux), œuvre achevée par Otto van Veen et Ambrosius Francken, au musée royal des beaux-arts, à Anvers.
- La Visitation, église de Barfleur, Manche
- musée de Grenoble (Le Christ devant Pilate)
- peinture ovale du XVIe siècle de l’archange Saint-Raphaël et du jeune Tobias à la cathédrale Métropolitaine de Mexico (attribution)
- Allégorie de la Paix, (1559) huile sur panneau, 96 x 125 cm, musée des beaux-arts et d'archéologie de Châlons-en-Champagne
- Le Christ et la Vierge Marie, Peinture sur cuivre 22 X 16 cm, attribué à Maarten de Vos, collection privée.

## Œuvres sélectionnées

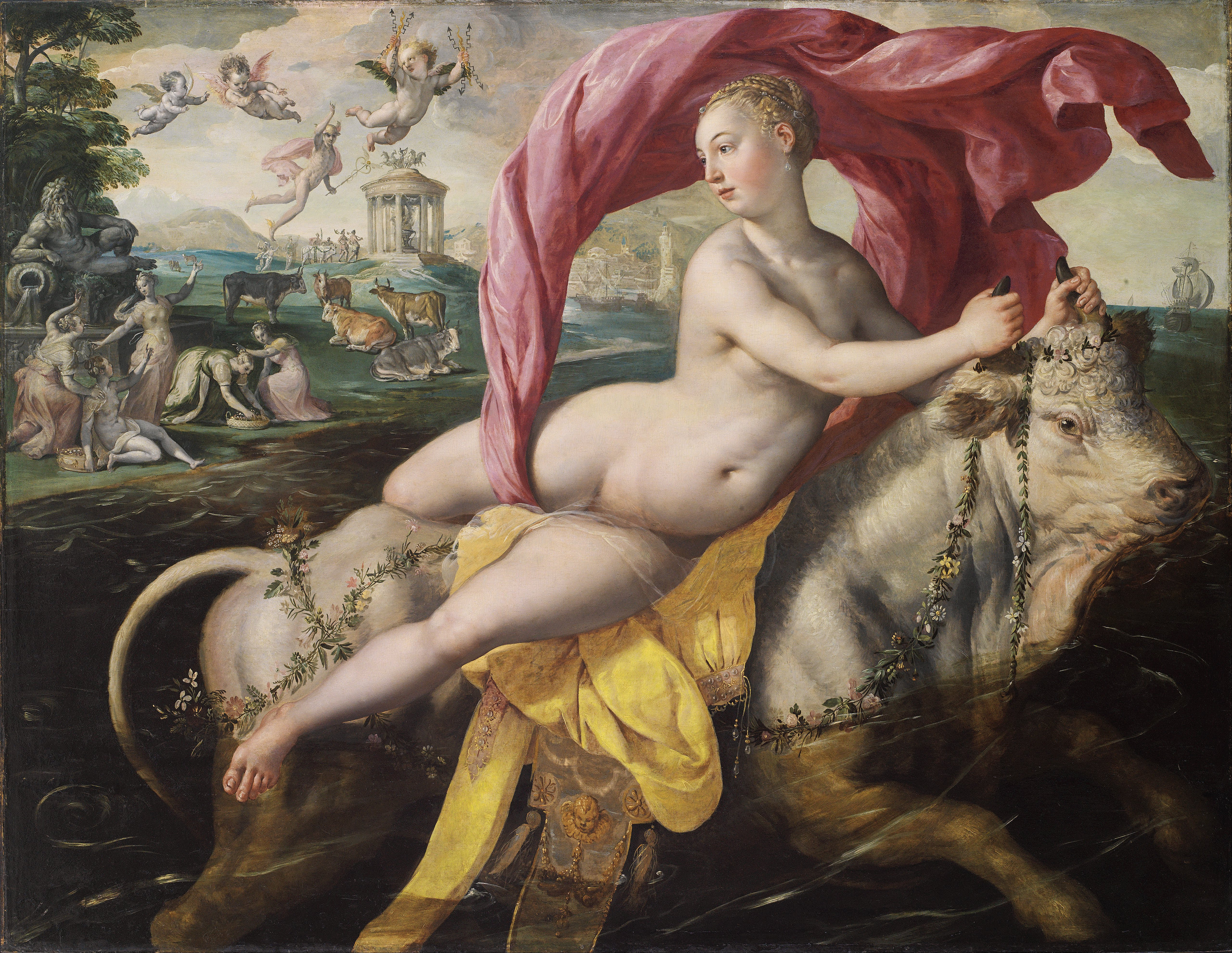
Enlèvement d'Europe, 1590, musée des beaux-arts de Bilbao.
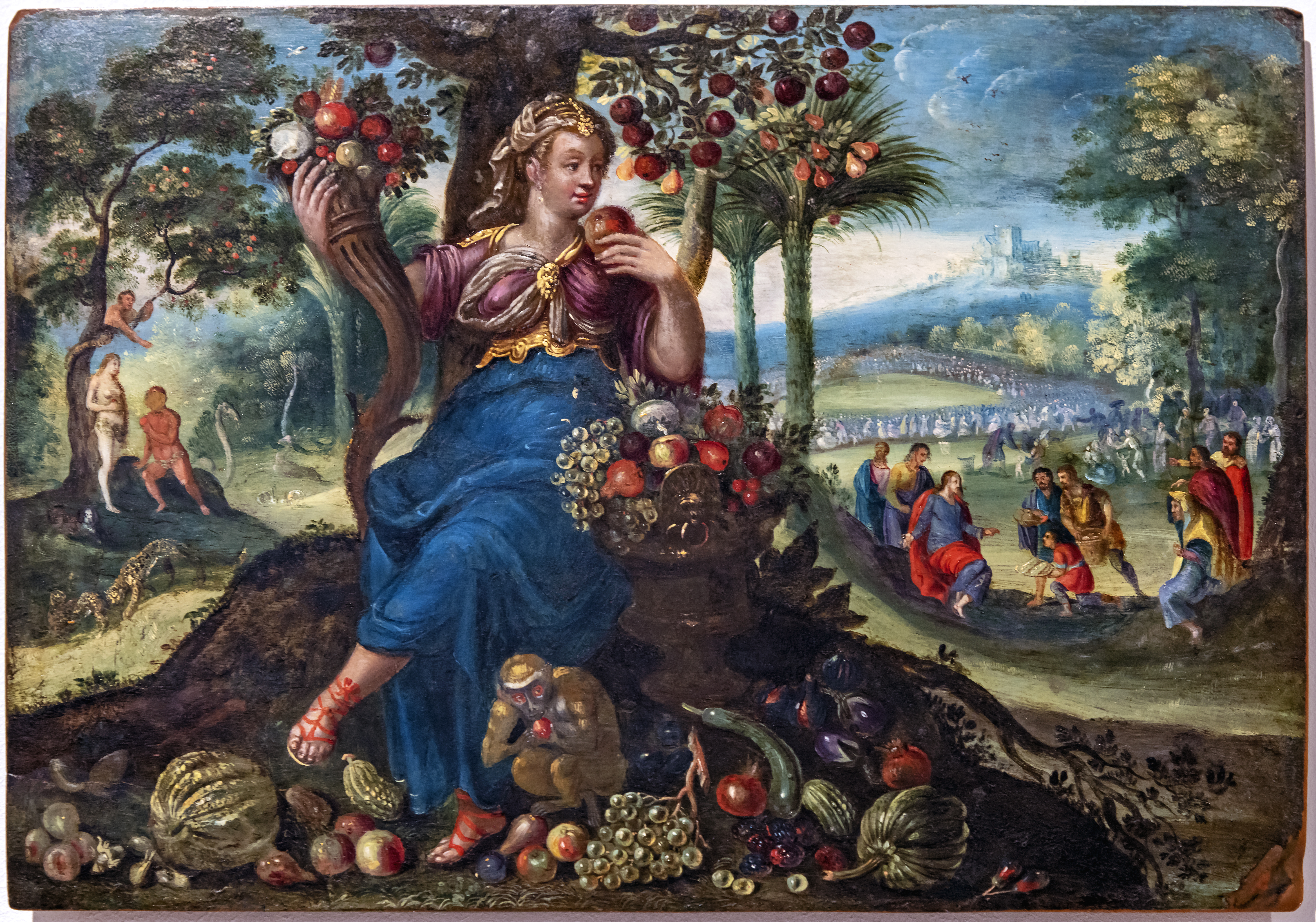
L'Allégorie du goût, 1585-89, Montauban
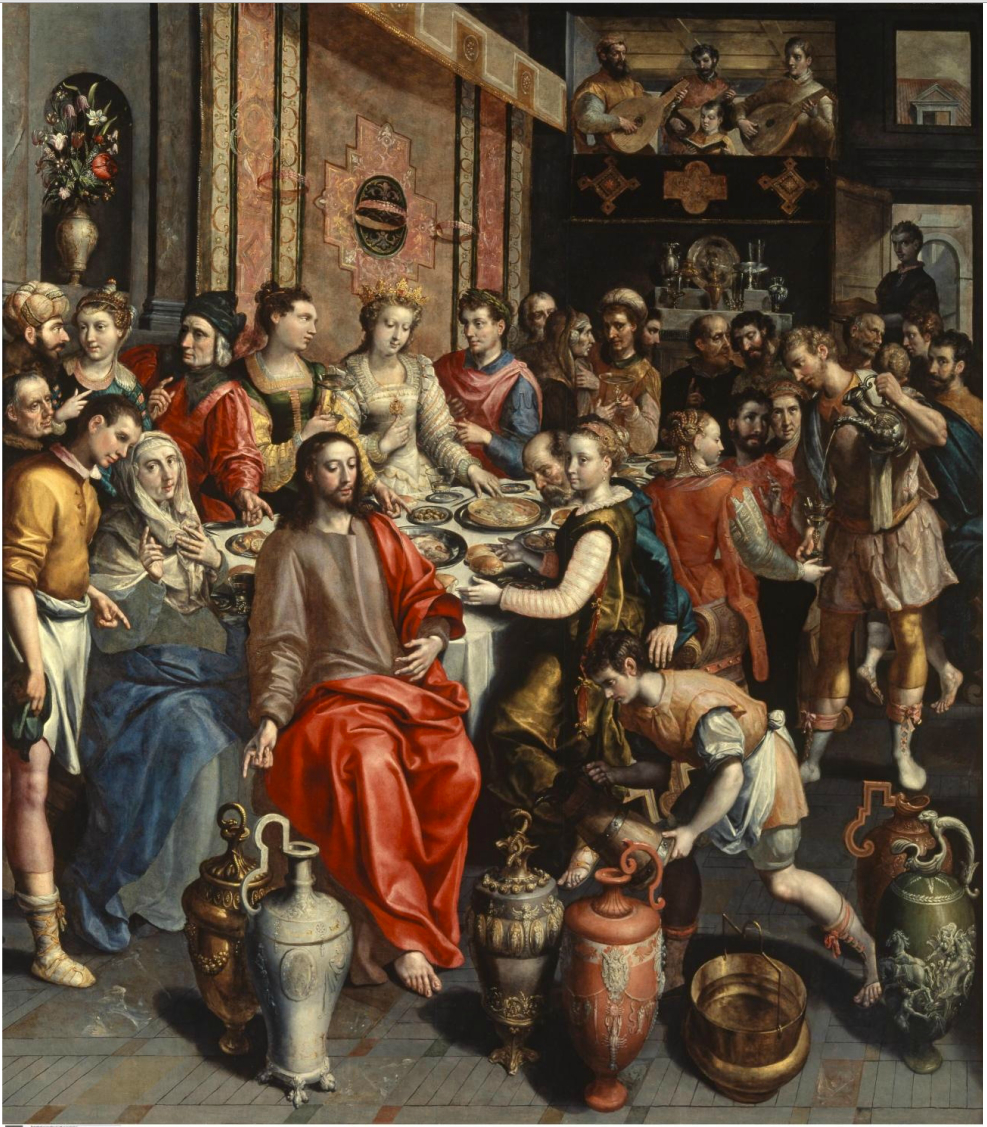
Les Noces de Canaa, cathédrale d'Anvers, 1595.
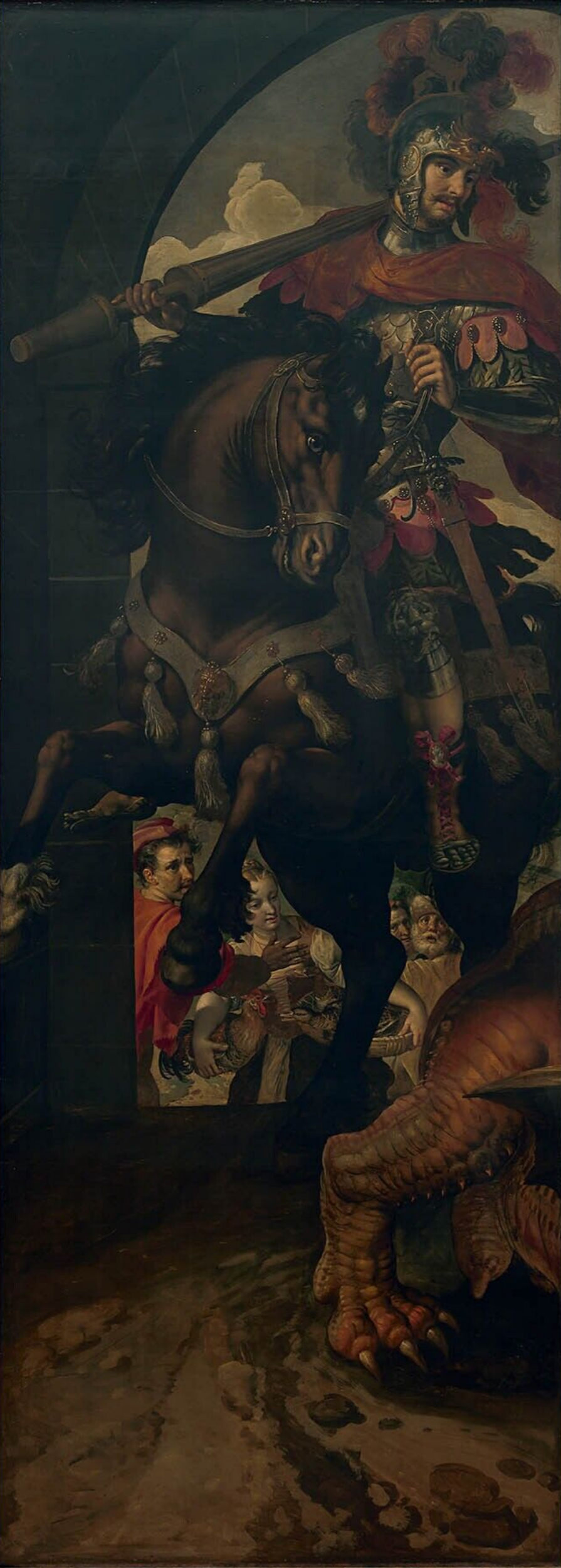
Saint Georges et la princesse de Silène avec le dragon vaincu.
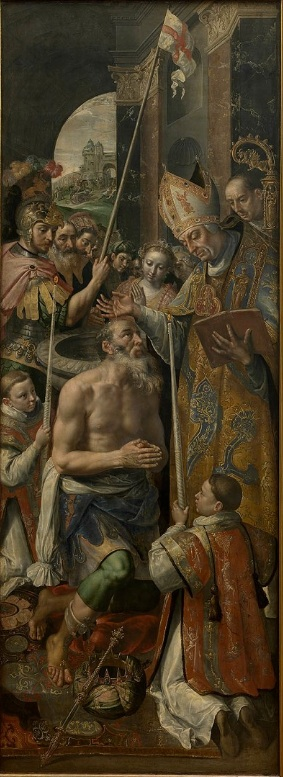
Saint Georges et la princesse de Silène avec le dragon vaincu.

Dessins
- Rijksmuseum d'Amsterdam
- Institut Courtauld, de Londres
- Série de dessins au musée de San Francisco[14]
- Le Christ guérissant le paralytique (1586) 19 × 15 cm, Detroit Institute of Arts[15]